# Sphaerodactylus dunni
Sphaerodactylus dunni е вид влечуго от семейство Sphaerodactylidae. Видът не е застрашен от изчезване.

## Разпространение
Разпространен е в Хондурас.

## Описание
Популацията на вида е стабилна.